# Calamus sepikensis
Calamus sepikensis är en enhjärtbladig växtart som beskrevs av Odoardo Beccari. Calamus sepikensis ingår i släktet Calamus och familjen Arecaceae. Inga underarter finns listade i Catalogue of Life.